# Durance

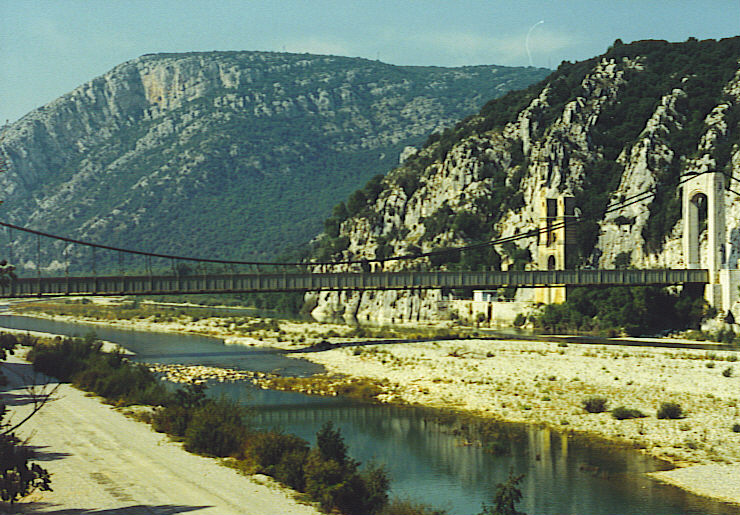
Pont Mirabeau över Durance

Durance (occitanska: Durença) är en flod i sydöstra Frankrike om cirka 300 km. Dess källa är vid foten av Sommet des Anges i Cottianska Alperna, och den rinner genom departementen Hautes-Alpes, Alpes-de-Haute-Provence, Vaucluse och Bouches-du-Rhône. Bléone och Verdon är några av Durances bifloder, som själv är en biflod till Rhône vilken Durance mynnar ut i närheten av Avignon.
Namnet förekommer i antika grekiska källor i form av drouentios potamos, och latinska som Druentia (första århundradet e.Kr.), Durantia (854, 1271) och Durentia (1127). Det har troligen ett keltiskt ursprung, bildat av  "dour" (vatten) och suffixet "ant" (ström). 
Durance, som flyter både genom alpint och medelhavsklimat, är känt för sina stora variationer av ömsom störtfloder (höst och vår) och ömsom låga vattennivåer (sommaren); även vattnets hastighet varierar kraftigt under året. Redan under medeltiden började man bygga dammar för att förebygga vårfloderna; därtill har flera kanaler skapats, till exempel Canal de Marseille som också avsåg att förse stadsborna med dricksvatten. Den konstgjorda sjön Serre-Ponçon vid Embrun, Hautes-Alpes, i flodens norra delar fungerar som vattenkraftverk. I flodens mellersta delar finns många tillflöden och lokala höstregn orsakar ofta forsar. I Sisteron flyter Durance igenom ett berg.
Kvaliteten på vattnet anses till följd av insatser god, och flera djurarter lever vid floden, däribland europeisk bäver och många arter av fladdermöss. Det finns bara ett fåtal fiskarter, vilka inbegriper till exempel nissögefiskar och Chondrostoma toxostoma.

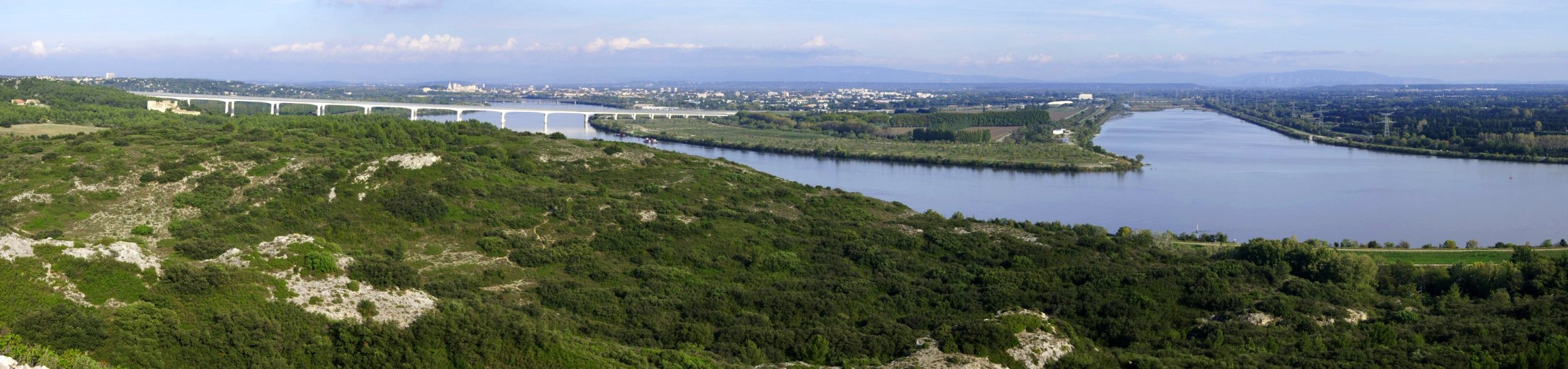
Sammanflödet med Rhone